# La Madeleine-de-Nonancourt
La Madeleine-de-Nonancourt är en kommun i departementet Eure i regionen Normandie i norra Frankrike. Kommunen ligger i kantonen Nonancourt som tillhör arrondissementet Évreux. År 2022 hade La Madeleine-de-Nonancourt 1 160 invånare.

## Befolkningsutveckling
Antalet invånare i kommunen La Madeleine-de-Nonancourt
Referens:INSEE